# Dolomiti lucane
Le Dolomiti lucane (o Piccole Dolomiti Lucane), sono un gruppo montuoso dell'Appennino lucano, ad est della più imponente dorsale Pierfaone-Volturino-Viggiano, che costituiscono il cuore dell'omonimo parco naturale regionale (che si estende alle foreste di Gallipoli-Cognato). Sono denominate Dolomiti a ragione della somiglianza morfologica con le più famose montagne trivenete. La nascita del gruppo montuoso, che domina la parte centrale della val Basento, risale a 15 milioni di anni fa.

## Descrizione

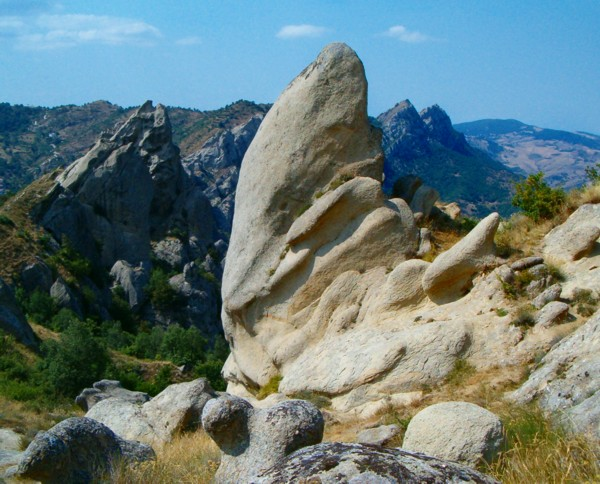
Piccole Dolomiti lucane

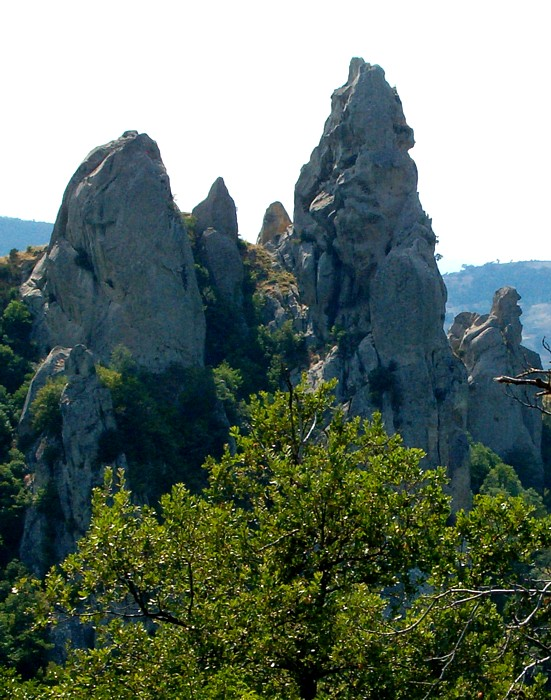

Formate da cime scoscese modellate dall'azione millenaria degli agenti atmosferici, presentano guglie acuminate con un'altitudine media che si aggira intorno ai 1.000, 1.100 m s.l.m.
Il punto più alto è quello del M. Caperrino (1455 m) e del M. dell'Impiso (1319 m), denominata Piccole Dolomiti, a ragione della somiglianza con le più famose Pale venete e trentine.
Altre cime rilevanti sono l'Incudine, la Grande Madre e l'Aquila Reale. Da menzionare, inoltre, i picchi delle Murge di Castelmezzano e quelli del monte Carrozze.

## Flora e fauna
Il territorio presenta un'alternanza di boschi di querce e picchi brulli e rocciosi sui quali, tuttavia, prospera una flora rara e interessante con specie vegetali peculiari come la valeriana rossa, la lunaria annua e l'onosma lucana.
La fauna, oltre ai cinghiali, presenta una notevole varietà di volatili: nibbio reale, rondone, gheppio, corvo reale e falco pellegrino.

## Clima
Anche a causa della lontananza dai mari, il clima è quello caratteristico della media montagna appenninica: inverni rigidi, con una prolungata presenza della neve al suolo (fino a due, tre mesi), ed estati fresche e ventilate. Le precipitazioni si aggirano intorno ai 1.000 mm annui.

## Comuni
- Accettura
- Albano di Lucania
- Campomaggiore
- Castelmezzano
- Pietrapertosa